# 007 옥터퍼시
《007 옥터퍼시》(Octopussy)는 미국에서 제작된 존 글렌 감독의 1983년 액션 영화이다. 로저 무어 등이 주연으로 출연하였고 앨버트 R. 브로콜리 등이 제작에 참여하였다.

## 줄거리
동베를린에서 칼을 던지는 쌍둥이 암살자 미슈카와 그리슈카와 마주친 후, 치명상을 입은 영국 요원 009는 서커스 광대 복장을 하고 가짜 파베르제 달걀을 들고 영국 대사관저로 뛰어들어 사망한다. MI6는 소련의 개입을 의심하고, 진짜 파베르제 달걀이 런던에서 경매에 부쳐질 예정이므로 제임스 본드를 보내 판매자를 확인하게 한다.
경매에서 본드는 가짜 달걀을 진짜 달걀과 바꿔치기하고, 망명한 아프가니스탄 왕자 카말 칸과 입찰 전쟁을 벌여 칸이 가짜 달걀에 50만 파운드를 지불하도록 강요한다. 본드는 칸을 따라 인도에 있는 그의 궁전으로 간다. 본드는 칸의 조작된 주사위를 사용하여 백개먼 게임에서 칸을 이긴다. 본드와 MI6 접선책 비제이는 시장을 가로지르는 택시 추격전에서 칸의 경호원 고빈다로부터 도망친다. 나중에 칸의 동료 막다가 본드를 유혹한다. 본드는 막다가 진짜 파베르제 달걀을 훔치도록 허용하는데, 이 달걀에는 Q의 도청 및 추적 장치가 장착되어 있다. 고빈다는 본드를 기절시키고 칸의 궁전으로 데려간다. 본드가 탈출한 후, 그는 도청 장치를 통해 칸이 상관을 거역하고 서유럽으로 소련의 지배력을 확장하려는 부패한 소련 장군 오를로프와 협력한다는 것을 알게 된다. 오를로프는 크렘린에서 훔친 값비싼 소련 보물을 칸에게 공급하고 가짜로 대체했으며, 칸은 옥토퍼시의 서커스를 이용하여 진짜 물건을 서방으로 밀수하고 있었다.
본드는 우다이푸르에 있는 수상 궁전에 잠입하여 사업가이자 밀수업자이며 칸의 동료인 옥토퍼시를 만난다. 그녀는 또한 막다가 속해 있는 문어 숭배를 이끌고 있다. 옥토퍼시는 본드와 개인적인 인연이 있다. 그녀의 아버지는 본드가 반역죄로 체포했던 고 덱스터-스마이스 소령이었다. 옥토퍼시는 본드가 소령이 재판을 받지 않고 자살하도록 허용한 것에 대해 감사하며 본드를 자신의 손님으로 초대한다. 칸의 암살자들이 본드를 죽이기 위해 궁전에 침입하지만 본드와 옥토퍼시는 그들을 물리친다. 본드는 Q로부터 암살자들이 비제이를 죽였다는 것을 알게 된다.
오를로프는 서커스 공연이 예정된 동독의 카를마르크스슈타트에서 칸을 만날 계획이며, 모스크바에서는 가짜 보석이 발견되자 고골 장군이 오를로프를 추적하기 시작한다. 동독으로 간 본드는 서커스에 잠입하여 오를로프가 보석을 핵탄두로 교체했으며, 이 탄두는 서독에 있는 미국 공군 기지에서 서커스 공연 중에 폭발하도록 설정되어 있다는 것을 발견한다. 폭발은 유럽이 미국이 소유한 폭탄이 공군 기지에서 우연히 폭발했다고 믿고 일방적인 비핵화를 추구하게 만들 것이며, 이는 무방비 상태의 국경을 소련의 침공에 노출시킬 것이다.
본드는 오를로프의 차를 타고 철로를 따라 서커스 열차에 탑승한다. 오를로프는 추격하지만, 열차가 국경을 넘을 때 열차를 잡으려다 국경 수비대에게 살해된다. 본드는 009의 살인에 대한 복수를 위해 미슈카와 그리슈카를 죽이고, 열차에서 떨어진 후 지나가는 운전자에게 히치하이킹을 하여 공군 기지에 도착하고, 결국 근처 마을에서 차를 훔쳐 여정을 마친다. 본드는 기지에 침투하여 서독 경찰을 피하기 위해 광대로 변장한다. 그는 옥토퍼시에게 칸이 그녀를 배신했다고 설득하고, 속았다는 것을 깨달은 옥토퍼시는 본드가 탄두를 비활성화하는 것을 돕는다.
계획이 저지되자 칸은 자신의 궁전으로 돌아와 도주를 준비한다. 본드와 옥토퍼시도 각자 인도로 돌아온다. 본드는 옥토퍼시와 그녀의 부대가 궁전 부지를 공격하는 바로 그 순간 칸의 궁전에 도착한다.
옥토퍼시는 칸을 죽이려 하지만 고빈다에게 붙잡힌다. 옥토퍼시 팀이 칸의 경비병들을 제압하는 동안, 칸과 고빈다는 옥토퍼시를 인질로 잡고 궁전을 버린다. 그들이 비행기로 탈출을 시도할 때, 본드는 동체에 매달려 엔진과 승강키 패널을 작동 불능으로 만든다. 본드와 씨름하던 고빈다는 추락하여 사망하고, 본드와 옥토퍼시는 비행기가 추락하여 칸이 사망하기 몇 초 전 근처 절벽으로 비행기에서 뛰어내린다. 국방부 장관과 고골은 훔친 보석을 크렘린으로 돌려보내는 것에 대해 논의하는 동안, 본드는 인도에 있는 옥토퍼시의 개인 갤리선에서 회복한다.

## 출연

### 주연
- 로저 무어

### 조연
- 마우드 아담스
- 루이 주르당
- 크리스티나 웨이본

## 기타
- 원작자: 이안 플레밍
- 미술: 피터 라몬트
- 타이틀디자인: 모리스 바인더
- 의상: 엠마 포테스

## 한국어 더빙 성우진(MBC)
- 이윤연 - 제임스 본드 (로저 무어)
- 윤소라 - 옥토퍼시 (마우드 아담스)
- 한규희 - 카말 칸 (루이 주르당)
- 박태호 - Q (데스몬드 르웰린)
- 황일청
- 김태훈
- 이종혁
- 황윤걸
- 전수빈
- 엄태국
- 엄현정
- 이철용
- 장성호
- 한수림
- 고성일
- 김지영
- 노계현
- 배정민
- 이자옥
- 최한
- 표영재

## 같이 보기
- 화이트워싱